# Râul Bilina
Râul Bilina (germană Biela) este un afluent de pe versantul stâng al Elbei din Boemia de nord, Cehia. Râul izvorăște din regiunea centrală Erzgebirge în apropiere de localitatea Zákoutí (Bernau). Travesează orașele  Jirkov (Görkau), Most (Brüx), Bílina (Bilin) și Trmice (Türmitz), vărsându-se în nordul orașului Ústí nad Labem în Elba. Pe valea râului se află zăcăminte bogate în cărbuni care explică existența numeroasă a satelor pe vale. Chiar orașul vechi Most a fost sacrificat prin expoatarea cărbunilor orașul de azi fiind un oraș alcătuit din blocuri construite din semifabricate de beton. Bilina curge în prezent printr-o regiune pustiită cu numeroase exploatări la zi de cărbuni, formând lacurile de acumulare Jirkov și lacul Újezd.
1. 1 2 3 4 5 6 7 8 9 10 11 12 13 14 15 16 17 18 19 20 21 22 23 24 25 26 27 28 29 30 31  Digitální báze vodohospodářských dat, accesat în 3 martie 2023